# Павловка (Погребищенский район)
Па́вловка (укр. Павлівка) — село на Украине, находится в Погребищенском районе Винницкой области.
Код КОАТУУ — 0523484001. Население по переписи 2001 года составляет 977 человек. Почтовый индекс — 287612. Телефонный код — 4346.
Занимает площадь 0,362 км².

## Адрес местного совета
22260, Винницкая область, Погребищенский р-н, с. Павловка, ул. Первомайская, 22